# Diploma di Enrico V (1116)

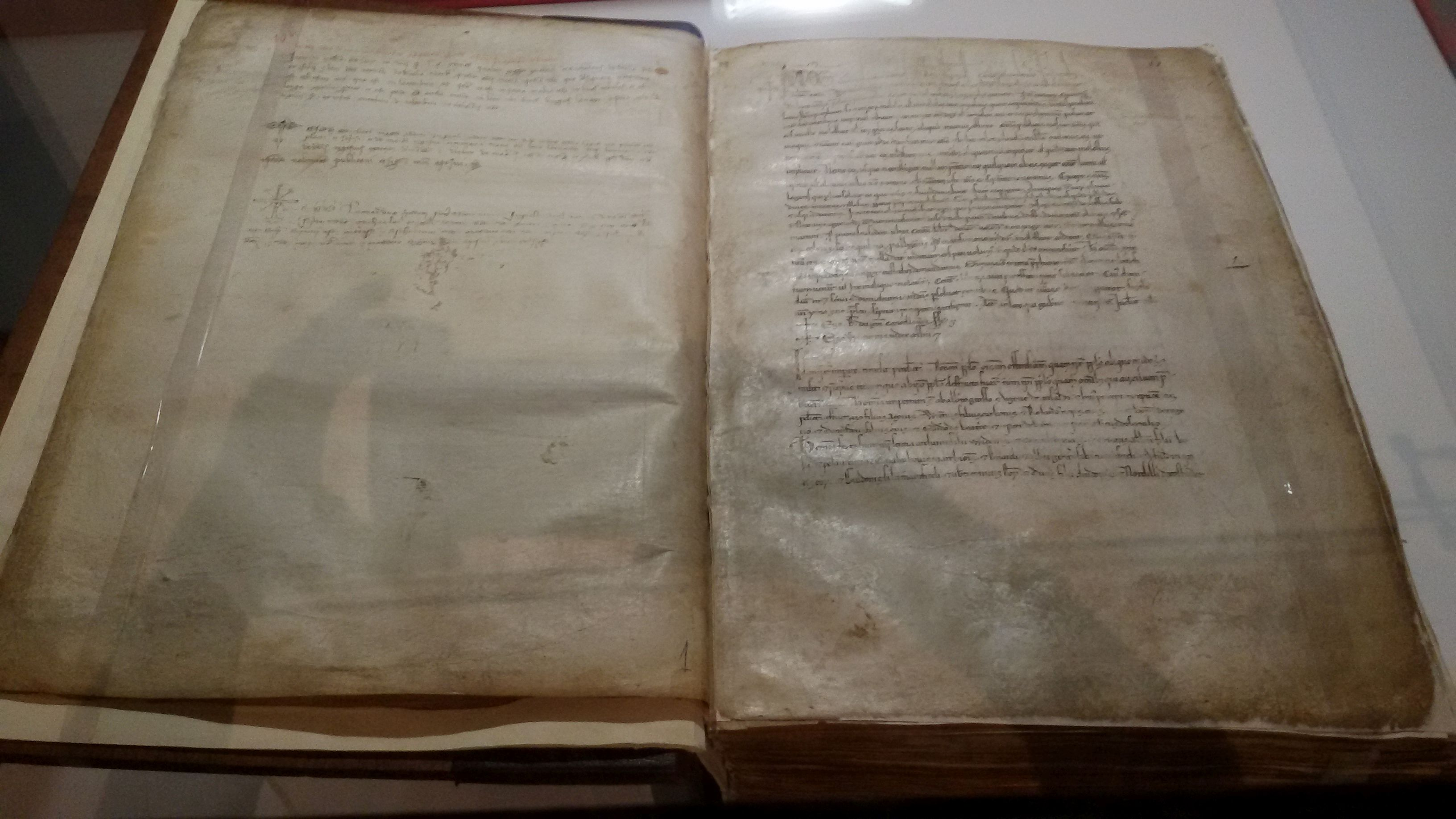
Diploma di Enrico V inserito all'inizio del Registro Grosso

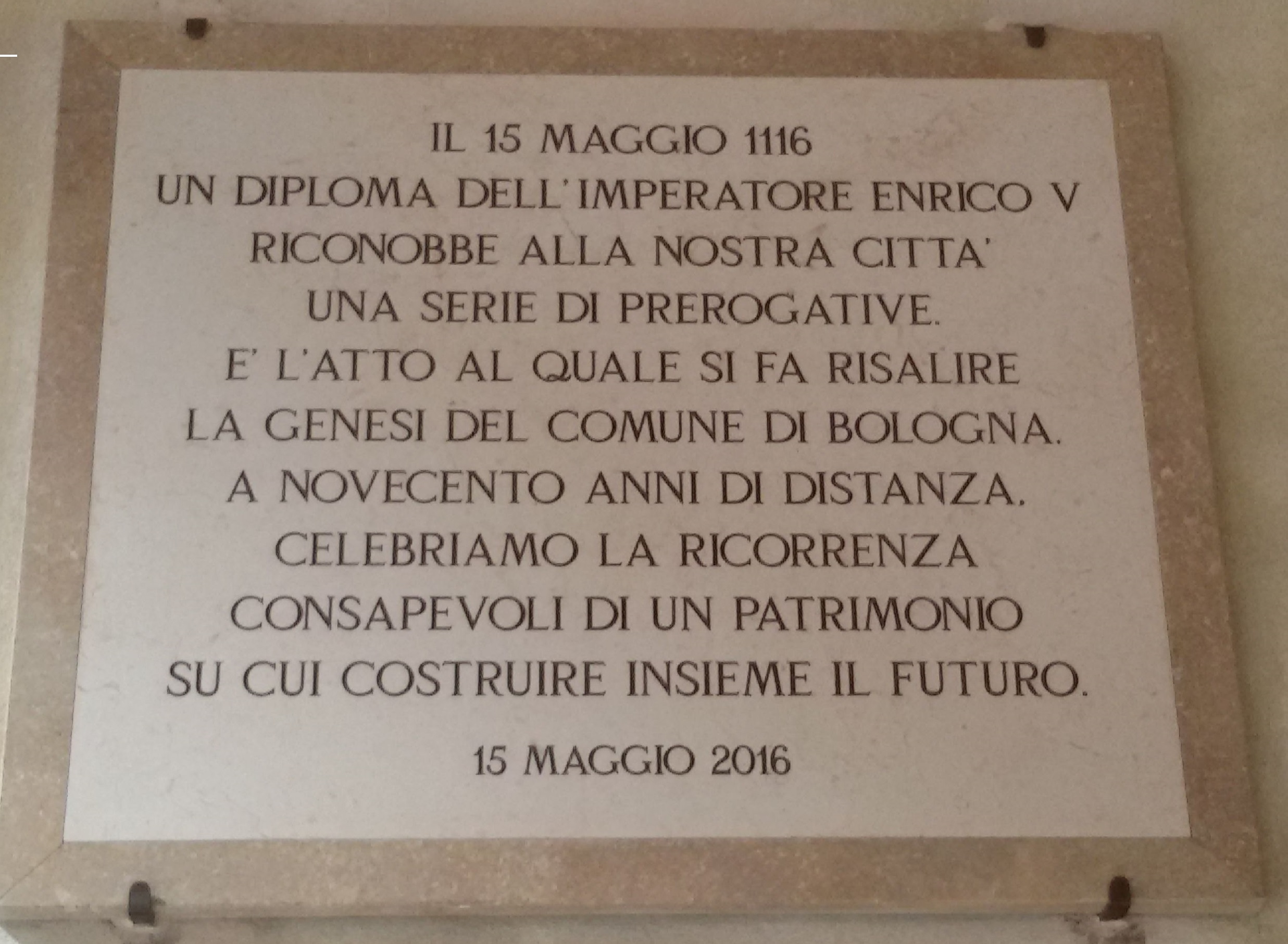
Lapide commemorativa inaugurata in Palazzo d'Accursio a Bologna nel 2016 in occasione del Nono Centenario dall'emanazione del Diploma di Enrico V di Franconia nel 1116.

Il diploma di Enrico V (datato 15 maggio 1116) è un documento con il quale l'Imperatore del Sacro Romano Impero concedeva alla città di Bologna una serie di privilegi fiscali, commerciali, politici, giudiziari e territoriali, nonché il perdono per aver distrutto la rocca del vicario imperiale nel 1115. Il documento ha una particolare importanza storica in quanto sancì le prime libertà e autonomie cittadine, che portarono alla creazione del libero comune.

## Contesto storico
Il fenomeno delle autonomie cittadine nel mondo dell'Italia centrosettentrionale ebbe origine soprattutto fra l'XI° e il XII° secolo, nel periodo, cioè, della lotta per le investiture vescovili, quando i poteri più alti della sovranità medioevale, Impero e Papato, perdettero forza e prestigio nel logorante conflitto che li aveva coinvolti. Le città che fino allora si erano date una sorvegliata amministrazione locale nella gestione delle consuetudini e ciascuna di esse variamente riconosciute, respirarono finalmente una nuova aria di libertà che propiziò il coagulo di famiglie dell'aristocrazia locale volte alla realizzazione di condizioni di relativa autonomia politica con la formazione del Comune.

## Il diploma di Enrico V

### Divisioni interne a Bologna
Bologna, divisa fra forze filoimperiali e filopapali, non era estranea all'influente presenza della contessa Matilde di Canossa, vicaria imperiale che coi suoi funzionari aveva assunto il controllo del castello cittadino. La sua morte, avvenuta nel 1115, incoraggiò i bolognesi a ribellarsi ai poteri costituiti, fino a indurli a distruggere il castello, sede e simbolo imperiali. Una situazione, questa, gravemente conflittuale fra la comunità bolognese ed Enrico V, che però non durò a lungo. Infatti l'Imperatore, più con l'intenzione di appropriarsi dell'eredità matildica che non di migliorare i rapporti con il papato, organizzò e compì una nuova discesa nel regno italico per trovare soprattutto nelle città nuove adesioni ai suoi disegni di potere. Accadde dunque che nella primavera 1116, da Governolo sul Mincio e presso il Po, il 15 maggio, Enrico V concesse il perdono ai bolognesi per aver distrutto il castello.

### Emissione del diploma
L'atto di perdono precedette le concessioni fatte lo stesso giorno, per mezzo di un diploma imperiale, ai cittadini di Bologna e ai loro beni mobili e immobili, acquisiti e da acquisire, assunti sotto la sua protezione e difesa. Ma il diploma non si limita a questo: infatti, come per altre concessioni rilasciate a quei tempi ad altre città, come Mantova e Cremona, ai cittadini bolognesi e non più al vescovo o ad altre realtà particolari della città, vengono riconosciute agevolazioni di natura essenzialmente economica, soprattutto commerciale e fiscale.
Con precisi riferimenti topografici vi si concede ai bolognesi:
- libertà di traffico sulle pubbliche vie terrestri e fluviali, con particolare riguardo alla navigazione sul Po, sia verso Venezia che verso l'area lombarda;
- il divieto, soprattutto a Ferrara e al suo territorio, di esigere dai bolognesi prestazioni di natura bannale o diritti di ripatico, diversamente da quanto accadeva a tutti fuorché ai legati imperiali che da luogo a luogo erano soliti riscuotere ciò che è stabilito dal diritto e dalla consuetudine.
- che siano sempre rispettate nella loro integrità le antiche consuetudini, fra queste, il pascolo della selva dalla pieve di Buda (presso Medicina) fino alle paludi e alla località di Cento (di Budrio);
- il divieto di peggiorare la navigazione sul Reno con lavori di cattura delle acque a scopo d'irrigazione o per attività molitorie;
- si limita ai mercanti provenienti dalla Toscana e transitanti a fini commerciali il passaggio stradale a nord della via Emilia verso Ferrara solo per il mercato delle olive e per San Martino.
- fra i privilegi di natura fiscale si stabilisce il divieto agli esattori fiscali di esigere più di cento lire di denari veronesi, e di recare molestia ai coloni e residenti, esigendo tributi non dovuti.
- si concede ai bolognesi che militano nell'esercito imperiale un privilegio giudiziario di quasi totale esenzione dall'essere giudicati.

Il diploma termina con la minaccia ai contravventori di queste decisioni imperiali di una pena di cento lire di oro purissimo, metà della quale è destinata alla camera del Sovrano e l'altra metà ai concittadini bolognesi.
Il documento corroborato da un sigillo in originale (qui mancante perché questo testo sarebbe copia del diploma originale, forse andato perduto e comunque non ancora edito nei Diplomata dei Monumenta Germaniae Historica), risulta rogato dal cancelliere Burcardo e sottoscritto dal teste Wernerius iudex che solo vari secoli dopo è stato identificato con Irnerio, uno dei primi maestri di diritto romano della scuola bolognese.

## Rilevanza storica
La copia di questo diploma di Enrico V, l'unica che finora sembra sia stata rintracciata e studiata, ha destato però, almeno dal Settecento qualche sospetto circa la sua presunta autenticità, soprattutto perché le sue parti iniziali (protocollo) e finali (escatocollo) risultano assai poco corrispondenti al formulario consueto della cancelleria imperiale; per cui, fatta comunque sostanzialmente salva la parte dispositiva del diploma, si è ipotizzata una sua manipolazione, forse eseguita dai notai bolognesi nella prima metà del Duecento, quando il documento in questione venne premesso alla raccolta dei privilegi e diritti della comunità bolognese, il Registro Grosso, quasi come la carta fondativa delle libertà cittadine riconosciute dal sovrano.
Quindi non concessione delle autonomie comunali, ma un inevitabile, anche se non voluto, incoraggiamento alla loro realizzazione, che maturò poco dopo, se già nel 1123 si registrò la prima presenza dell'istituto consolare del Comune di Bologna. Senza dubbio, però, nel 1116 il Comune doveva essere in corso di gestazione, poiché la penale finale per violazione delle concessioni imperiali , per metà doveva essere versata alle casse dei Concives (concittadini), presumibilmente un nutrito gruppo di maggiorenti, feudatari e mercanti che già formavano una coesa universitas civium (comunità civica). Il carattere prevalentemente economico del dispositivo del diploma sembra indicare un'acuita sensibilità sia da parte della corte imperiale, sia da parte dei cittadini di Bologna, per questo vitale settore di interessi, e quasi anticipare il grande sviluppo che avrà nei secoli seguenti l'economia di mercato, favorita poi anche dal movimento crociato, mediante la grande espansione commerciale soprattutto nel Vicino Oriente.
Nell'ambito di un generale protezionismo si collocano queste concessioni imperiali alla comunità bolognese, intese a ricomporre probabilmente un equilibrio nei movimenti di persone e beni nel territorio bolognese fra il prevalere a nord del mercato basso padano di Ferrara, fortemente competitivo, e la crescente presenza da sud dei commercianti toscani. Segno del mutare dei tempi è anche, soprattutto con misure di ordine fiscale, la volontà di Enrico V di condizionare i tradizionali poteri comitali e di manifestare qualche apertura verso i ceti emergenti, soprattutto se militanti nella parte imperiale.
C'è infine da osservare che la presenza di Irnerio come sottoscrittore ha sollevato, già almeno dal Settecento, il problema dei rapporti che il grande maestro di diritto romano può aver avuto con la corte imperiale, con la contessa Matilde e le origini dello Studio bolognese: più in particolare la sua probabile mediazione, assieme ad altri giuristi bolognesi, nel ristabilimento di normali relazioni fra sovrano e sudditi, col perdono imperiale, e nell'ottenimento di concessioni immediatamente seguenti di Enrico V alla comunità bolognese con il diploma.